# Ječmen
Jêčmen (znanstveno ime Hordeum vulgare) smatrajo za zelo staro žito. Prenaša precej ostrejše klimatske pogoje kot pšenica. Kemijska sestava ječmena je podobna ostalim žitom, vendar v primerjavi s pšeničnim zrnjem vsebuje nekaj manj beljakovin (10 %), nekaj več pa maščob (2,5 %). Ječmenovo moko običajno v manjši količini dodajajo pšenični, sicer pa ječmen uporabljajo za pripravo piva, kvasa, slada, sladnega ekstrata, praženega pa za nadomestek kave.
Po statističnih podatkih iz leta 2007 je ječmen četrto žito po pridelavi (136 milijonov ton), kot tudi po površini, na kateri je posejan (566.000 km²).

## Opis
Ječmen sodi v družino trav. Je samoopraševalna diploidna vrsta s 14 kromosomi. Zraste do 150 cm visoko in ima členkasto votlo steblo. Pleve ostanejo po mlatvi na klasu. Poznamo dvo-, štiri- in šestredni ječmen, ki se lahko seje kot ozimno ali jaro žito. Listi ječmena so gladki in suličasti z vzporednimi podolžnimi žilami. Ligula je kratka do srednje dolga in rahlo nazobčana. Ušesca so velika in niso poraščena z dlačicami. Korenine so šopaste in segajo od 20 pa vse do 270 cm globoko. Bilka je sestavljena iz kolenc, med katerimi je od 5 do 7 členkov. Socvetje je klas, ki je sestavljen iz klaskov. Na vsakem klasku je na vretencu pritrjen po en cvet, ki je sestavljen iz krovne pleve (lemma) in predpleve (palea). Posamezen cveti ima po en pestič in tri prašnike.

## Zgodovina
Današnji ječmen se je razvil iz divjega ječmena Hordeum vulgare subsp. spontaneum, izvira pa iz zahodne Azije in severovzhodne Afrike. Divji ječmen je še danes razširjen po tem območju. Drugod divji ječmen ni tako razširjen in ga le redko najdemo na zapuščenih površinah. Po dodatnih genetskih raziskavah so znanstveniki ugotovili, da je bil ječmen udomačen tudi v Tibetu.
Za razliko od divjega ječmena, ki ima krhke in lomljive rese, se le-te pri udomačenem ne lomijo, kar je posledica genske mutacije.

## Pridelava
| Država                                                              | 2009  | 2010  | 2011  |
| ------------------------------------------------------------------- | ----- | ----- | ----- |
| Nemčija                                                             | 12,3  | 10,4  | 8,7   |
| Francija                                                            | 12,9  | 10,1  | 8,8   |
| Ukrajina                                                            | 11,8  | 8,5   | 9,1   |
| Rusija                                                              | 17,9  | 8,4   | 16,9  |
| Španija                                                             | 7,4   | 8,2   | 8,3   |
| Kanada                                                              | 9,5   | 7,6   | 7,7   |
| Avstralija                                                          | 7,9   | 7,3   | 8,0   |
| Turčija                                                             | 7,3   | 7,2   | 7,6   |
| Združeno kraljestvo                                                 | 6,8   | 5,3   | 5,5   |
| ZDA                                                                 | 5,0   | 3,9   | 3,4   |
| Svet skupaj                                                         | 151,8 | 123,7 | 134,3 |
| Vir: Organizacija Združenih narodov za prehrano in kmetijstvo (FAO) |       |       |       |

Ječmen so leta 2007 pridelovali v okoli 100 državah na svetu. Svetovna proizvodnja leta 1974 je znašala 148.818.870 ton, od takrat do danes pa je svetovna proizvodnja nekoliko upadla.. Po podatkih iz leta 2011 je največja izvoznica ječmena Ukrajina.
| Največje porabnice ječmena za prehrano — 2003/2004 (v tisoč metričnih tonah) | Največje porabnice ječmena za prehrano — 2003/2004 (v tisoč metričnih tonah) |
| ---------------------------------------------------------------------------- | ---------------------------------------------------------------------------- |
| Rusija                                                                       | 17.500                                                                       |
| Kanada                                                                       | 9.600                                                                        |
| Ukrajina                                                                     | 8.300                                                                        |
| Turčija                                                                      | 6.700                                                                        |
| Saudova Arabija                                                              | 5.910                                                                        |
| ZDA                                                                          | 5.618                                                                        |
| Ljudska republika Kitajska                                                   | 4.500                                                                        |
| Avstralija                                                                   | 3.000                                                                        |
| Iran                                                                         | 2.200                                                                        |
| Maroko                                                                       | 2.100                                                                        |
| Japonska                                                                     | 1.600                                                                        |
| Sirija                                                                       | 1.150                                                                        |
| Mehika                                                                       | 850                                                                          |
| Alžirija                                                                     | 700                                                                          |
| Ciper                                                                        | 500                                                                          |
| Skupaj svet                                                                  | 70.228                                                                       |
| Vir:United States Department of Agriculture                                  |                                                                              |

Ječmen najbolje uspeva na globokih, srednje težkih in rodovitnih tleh. Lahka, peščena in zelo težka tla zanj niso primerna, slabše pa uspeva tudi v kislih tleh. Najbolje uspeva v tleh s pH vrednostjo med 6,5 in 7,5. Jari ječmen se seje februarja ali marca čim sneg skopni. Za najboljši pridelek je treba posejati okoli 400 kalivih semen/m² oz. okoli 180 kg semena na hektar. Visoke temperature prenaša ječmen bolje kot pšenica ali oves, saj v razvojnem stadiju polnjenja zrna prenese temperature do 38 °C. Suša prizadene posevek običajno le, če nastopi v začetnih razvojnih stadijih ali če traja dlje kot 14 dni. Posledice suše se kažejo v drobnem zrnju s slabimi pivovarskimi lastnostmi. Poleg tega obilne padavine v obdobju kolenčenja in klasenja povzročijo, da rastline poležejo. Površino, na katero se bo sejal ječmen je treba v pripravi pognojiti s 70 do 110 kg P205 in z 80 do 120 kg K2O na hektar, za  gnojenje ob setvi in dognojevanje v času, ko rastline oblikujejo prvo kolence pa je treba ječmen dognojiti z 80 do 100 kg dušika na hektar. Krmni ječmen dozori že konec junija, kar je najhitreje od vseh pravih žit. Jari ječmen dozori nekoliko kasneje, običajno skupaj z ozimno pšenico. Ker se prezrelo zrnje rado osipa iz klasa, prezrelo klasje pa se tudi rado je pomembno pravočasna izbira časa žetve. Padavine in zračna vlaga lahko povzročijo kalitev na klasu, na kar pa vplivajo tudi dedne lastnosti sorte.
Ječmen spada med t. i. nestrpljive rastline, ki pri kolobarjenju same sebe slabo prenašajo in pri katerih je treba strogo upoštevati zahteve po vrstenju. Ugodne prejšnje poljščine v kolobarju so okopavine. Sejemo ga lahko tudi po pšenici, obratno pa ni priporočljivo, saj bo za njim posejana pšenica občutljivejša za okužbe z glivičnimi boleznimi. Dober posevek pred krmnim ječmenom so zrnate stročnice, pred ječmenom, ki se ga prideluje za pivovarstvo pa to ni dobro. Stročnice namreč tla obogatijo z dušikom, ki pa povzroči porast beljakovin v zrnu. Vsebnost beljakovin nad 10% povzroči, da se pivo preveč peni.

### Pridelava v Sloveniji
V Sloveniji je bilo leta 2010 z ječmenom posejanih 18.730 hektarjev kmetijskih površin, leta 2011 17.477 hektarjev, leta 2012 pa 17.967 hektarjev. Leta 2010 je bilo na teh površinah pridelanih 80.120 ton ječmena, leta 2011 79.386 ton, leta 2012 pa 84.727 ton, kar pomeni , da je bil pridelek leta 2010 4,3 t/ha, leta 2011 4,5 t/ha in leta 2012 4,7 t/ha.

## Uporaba
Ječmen se največ uporablja kot krmno žito in kot surovina za pridobivanje piva in viskija, le v manjši meri je ječmen uporabljen za človekovo prehrano.

### Pivovarski ječmen
Za pivovarstvo se najpogosteje uporablja jari dvoredni ječmen (Hordeum vulgare L. convar. distichon), ki ima plevnato zrnje in mora biti bogato s škrobom in revnejše z beljakovinami. V pivovarstvu se uporablja ječmen z zmerno količino beljakovin, to je od 9,5 do 10,0 odstotka, na kar vplivajo lastnosti sorte, založenost tal, vremenske razmere in gnojenje.
Škrob kot tak ni niti topen v vodi niti ne fermentira, zato ga je treba najprej pretvoriti v vodotopne sladkorje, predvsem maltozo, in dekstrine. Postopek se imenuje slajenje.
Dobro očiščeno in kalibrirano žitno zrnje se v posebnih stožčasto valjastih kovinskih posodah dva do tri dni namaka v topli vodi, da se navzame vode, ki jo potrebna za kaljenje, potem pa odcedi in razprostre po ravni površini do 10 cm visoko, da začne kaliti. Kaljenje poteka v temi in traja 6-8 dni. Žito se med kaljenjem večkrat premeša. V tem procesu se v zrnju začnejo sproščati encimi amilaze (diastaze), ki škrob v zrnju pretvorijo v sladkor. Nakaljeno zrnje se imenuje zeleni slad. Po kaljenju se kalčki odstranijo, zrnje pa se posuši.
Čas in temperatura sušenja sta odvisna od njegove namembnosti. V pivovarstvu se uporabljajo predvsem naslednje vrste slada: svetli (za svetla piva), poltemni (za dobarvanje svetlih piv ter poltemna in temna piva), karamelni, ki se deli na svetlega (sušen pri 120-130 °C) in temnega (sušen pri 150-170 °C) ter praženi, ki je zaradi praženja pri 210-220 °C zelo temen in ne vsebuje nobenih encimov. Obstajajo tudi posebne vrste slada, na primer diastazni, ki se suši pri največ 50 °C, protolitski in dimljeni, ki se uporablja za proizvodnjo viskija.

### Krmni ječmen
Za krmo je najprimernejši ozimni štiriredni (Hordeum vulgare L. var. intermedium) in šestredni (Hordeum vulgare L. var. hexastichon) ječmen. Te sorte se odlikujejo po pridelku okoli 10 t zrnja na hektar in vsebnosti beljakovin v zrnu nad 12%. Ta ječmen je zlasti cenjen za krmljenje prašičev in perutnine, ker izboljšuje kakovost mesa. Za krmo se uporabljajo tudi ječmenovi otrobi, pogosto pa za živalsko krmo uporabljajo mešanice ječmena s stročnicami kot so grah in grašica, ki jih pokladajo živini kot zeleno krmo ali silažo. Ječmenova slama se uporablja predvsem za nastiljanje živine v hlevski reji. Cenjen dodatek h krmi za govedo in prašiče so tudi pivske tropine, ki so ostanki plev, škroba ovojnic zrnja po ekstrakciji. Vsebujejo beljakovine, ostanke škroba, maščobe in vlaknine, vendar pa za krmo ne smejo vsebovati več kot 6% hmeljne raztopine..

### Ječmen v človekovi prehrani
V človekovi prehrani se ječmenova moka dodaja pšenični za pekovske izdelke, sicer pa se za prehrano kuha ječmenova kaša, ki se imenuje ješprenj in jo najpogosteje uporabljamo za pripravo jedi, imenovane ričet.